# Джонован Сміт
Джонован Даріус Сміт (англ. Jonovan Darius Smith; нар. 19 лютого 2001, Віллінгборо, округ Берлінгтон, Нью-Джерсі, США) — пуерториканський борець вільного стилю, срібний призер Панамериканського чемпіонату, чемпіон Центральноамериканських і Карибських ігор, учасник Олімпійських ігор.

## Спортивні результати на міжнародних змаганнях

### Виступи на Олімпіадах
| Змагання                    | Збірна      | Вагова категорія           | Місце |
| --------------------------- | ----------- | -------------------------- | ----- |
| Літні Олімпійські ігри 2024 | Пуерто-Рико | вільна боротьба, до 125 кг | 14    |

### Виступи на Чемпіонатах світу
| Змагання                        | Збірна      | Вагова категорія           | Місце |
| ------------------------------- | ----------- | -------------------------- | ----- |
| Чемпіонат світу з боротьби 2023 | Пуерто-Рико | вільна боротьба, до 125 кг | 16    |

### Виступи на Панамериканських чемпіонатах
| Змагання                                   | Збірна      | Вагова категорія           | Місце  |
| ------------------------------------------ | ----------- | -------------------------- | ------ |
| Панамериканський чемпіонат з боротьби 2023 | Пуерто-Рико | вільна боротьба, до 125 кг | 7      |
| Панамериканський чемпіонат з боротьби 2024 | Пуерто-Рико | вільна боротьба, до 125 кг | Срібло |

### Виступи на Панамериканських іграх
| Змагання                  | Збірна      | Вагова категорія           | Місце |
| ------------------------- | ----------- | -------------------------- | ----- |
| Панамериканські ігри 2023 | Пуерто-Рико | вільна боротьба, до 125 кг | 5     |

### Виступи на Центральноамериканських і Карибських іграх
| Змагання                                            | Збірна      | Вагова категорія             | Місце  |
| --------------------------------------------------- | ----------- | ---------------------------- | ------ |
| Центральноамериканські і Карибські пляжні ігри 2022 | Пуерто-Рико | пляжна боротьба, понад 90 кг | Срібло |
| Центральноамериканські і Карибські ігри 2023        | Пуерто-Рико | вільна боротьба, до 125 кг   | Золото |

### Виступи на інших змаганнях
| Змагання                                                        | Збірна      | Вагова категорія             | Місце  |
| --------------------------------------------------------------- | ----------- | ---------------------------- | ------ |
| Відкритий чемпіонат Загреба з боротьби 2024                     | Пуерто-Рико | вільна боротьба, до 125 кг   | 22     |
| Гран-прі Франції Анрі Деглана 2024                              | Пуерто-Рико | вільна боротьба, до 125 кг   | Бронза |
| Олімпійський кваліфікаційний турнір з боротьби 2024 (Акапулько) | Пуерто-Рико | вільна боротьба, до 125 кг   | Золото |
| Серія пляжної боротьби 2024                                     | Пуерто-Рико | пляжна боротьба, понад 90 кг | Срібло |
| Меморіал Імре Поляка та Яноша Варги 2024                        | Пуерто-Рико | вільна боротьба, до 125 кг   | 5      |
| Меморіал Маттео Пелліконе 2024                                  | Пуерто-Рико | вільна боротьба, до 125 кг   | Золото |
| Гран-прі Іспанії з боротьби 2024                                | Пуерто-Рико | вільна боротьба, до 125 кг   | Бронза |

### Виступи на змаганнях молодших вікових груп
| Змагання                                                | Збірна      | Вагова категорія                  | Місце  |
| ------------------------------------------------------- | ----------- | --------------------------------- | ------ |
| Чемпіонат світу з боротьби серед молоді 2022            | Пуерто-Рико | греко-римська боротьба, до 130 кг | 15     |
| Чемпіонат світу з боротьби серед молоді 2022            | Пуерто-Рико | вільна боротьба, до 125 кг        | 9      |
| Панамериканський чемпіонат з боротьби серед молоді 2024 | Пуерто-Рико | вільна боротьба, до 125 кг        | Бронза |